# NGC 6028
NGC 6028 (ook: NGC 6046) is een spiraalvormig sterrenstelsel in het sterrenbeeld Hercules. Het hemelobject werd op 14 maart 1784 ontdekt door de Duits-Britse astronoom William Herschel.

## Synoniemen
- 1ZW 133
- UGC 10135
- ZWG 108.63
- MCG 3-41-43
- PGC 56716